# Соколова, Галина Михайловна
Галина Михайловна Соколо́ва (1940—1997) — советская и российская актриса и драматург. Заслуженная артистка РСФСР (1984). Прима МДТ «Современник».

## Биография
В 1961 году окончила Школу-студию МХАТ, однокурсниками были Всеволод Шиловский и Александр Нилин. Служила в театре «Современник».
Также окончила режиссёрский факультет Вахтанговского училища. Как режиссёр поставила несколько спектаклей, в том числе совместно с Галиной Волчек.
Последний спектакль сыграла 1 декабря 1996 года. Скончалась от рака 10 января 1997 года. Кремирована, урна с прахом в колумбарии Введенского кладбища.

## Семья
Сестра — Маргарита Михайловна Соколова (1938—2013).
Муж — Андрей Кучаев.

## Режиссёр-постановщик
- «Дороже жемчуга и злата» — сценарий и режиссура Галины Соколовой по сказке Х. К. Андерсена на сцене МДТ «Современник» в 1980 году[4].
- «Семейная фотография» на сцене МДТ «Современник» в 1983 году[5]

## Роли в театре
- 1958 — «Два цвета» А. Зака и Н. Кузнецова — Зина
- 1961 — «Продолжение легенды» — А. Кузнецова Иванникова
- 1961 — «Голый король» Е. Шварца — Гувернантка
- 1962 — «Третье желание» В. Блажека — Божена
- 1962 — «По московскому времени» Л. Зорина — Мария Лукьяновна
- 1962 — «Старшая сестра» А.Володина — Шура
- 1963 — «Белоснежка и семь гномов» Л. Устинова, О. Табакова — Ромашка
- 1963 — «Без креста!» В. Тендрякова — Прасковья Петровна
- 1963 — «Назначение» А. Володина — Люба
- 1964 — «В день свадьбы» В. Розова — Оля
- 1964 — «Сирано де Бержерак» Э. Ростана — Лиза
- 1967 — «Традиционный сбор» В. Розова — Лиза Хренова
- 1967 — «Баллада о невеселом кабачке» Э. Олби — Эмма Хейл
- 1967 — «Большевики» М. Шатрова — Крупская
- 1968 — «На дне» М. Горького — Квашня
- 1968 — «Мастера» Р. Стоянова — Гена
- 1971 — «Валентин и Валентина» М. Рощина — Лиза
- 1972 — «С любимыми не расставайтесь» А. Володина — Женщина
- 1974 — «Четыре капли» В. Розова — Чашкина
- 1974 — «Эшелон» М. Рощина — Галина Дмитриевна
- 1976 — «Вишневый сад» А. Чехова — Варя
- 1977 — «Обратная связь» А. Гельмана — Кучкина, Раевская
- 1980 — «Спешите делать добро» М. Рощина — Тетя Соня
- 1983 — «Восточная трибуна» А. Галина — Шура Подрезова
- 1983 — «Семейная фотография» Г. Соколовой — Люся, Вера, Рита
- 1984 — «Риск» В. Гуркина — Лидия Макаровна
- 1985 — «Навеки-девятнадцатилетние» Г. Бакланова — Начмед
- 1985 — «Квартира Коломбины» Л. Петрушевской — Евгения Ивановна
- 1988 — «Звёзды на утреннем небе» А. Галина — Валентина
- 1989 — «Крутой маршрут» Е. Гинзбург — Дерковская
- 1991 — «Анфиса» Л. Андреева — Бабушка
- 1993 — «Адский сад» Р. Майнарди — Церлина
- 1994 — «Пигмалион» Б. Шоу — Миссис Хиггинс

## Фильмография
- 1963 — Если ты прав… — Катя Соколова, диспетчер бюро ремонта
- 1965 — Месяц май — Валя Донченко
- 1965 — Строится мост — Вера Сапожкова
- 1967 — Бабье царство — Химка Петриченкова
- 1967 — Фокусник — женщина, разговаривающая по телефону
- 1974 — Домби и сын (телеспектакль)
- 1976 — 12 стульев — Мусик, жена инженера Брунса
- 1976 — В одном микрорайоне — Лидия Сергеевна Серёгина
- 1978 — Кот в мешке — Гуськова
- 1985 — Миллион в брачной корзине — Матильда
- 1985 — Страховой агент
- 1987 — Большевики (телеспектакль)
- 1988 — Муж и дочь Тамары Александровны — мать Феди
- 1989 — Софья Петровна
- 1991 — Блуждающие звёзды — Лея

## Озвучивание мультфильмов
- 1990 — Чудовище — злая соседка

## Звания
- заслуженная артистка РСФСР (1 июня 1984)

## Книги
- Соколова Г. Сказки. — М.: Типографика, 1991. — 115 с.

## Пьесы
- Царевна-Лягушка
- Чёрная курица (инсценировка по мотивам повести Антония Погорельского)